# Boncompagno da Signa
Boncompagno da Signa (auch Boncompagnus oder Boncompagni genannt) wurde zwischen 1165 und 1175 in Signa geboren. Er starb wahrscheinlich nach 1240 in Florenz. Boncompagno war ein italienischer Gelehrter, Historiker und Philosoph.

## Leben
Geboren wurde er in Signa, in der Nähe von Florenz. Er war Professor der Rhetorik (lateinisch ars dictaminis) an der berühmten Universität von Bologna und später an der Universität von Padua. Im frühen 13. Jahrhundert war er einer der ersten westeuropäischen Autoren, die in der Volkssprache schrieben, in seinem Fall in der italienischen Sprache. Aufgrund seiner Karriere verbrachte er die meiste Zeit auf Reisen zwischen Ancona, Venedig, Bologna und verstarb schließlich in Florenz. Er schrieb eine Geschichte zur Belagerung von Ancona, eines der wenigen Werke dieser Art. Er befasste sich mit Schach. Daraus soll das Werk Bonus Socius entstanden sein. Die Autorschaft bleibt aber umstritten.

## Nachleben
Boncompagno ist die Hauptperson der Novelle Der Gaukler von Bologna des österreichischen Schriftstellers Franz Karl Ginzkey aus dem Jahr 1916.

## Werke
- Tractatus virtutum (Onlineausgabe von Steven M. Wight)
- Rhetorica novissima (Onlineausgabe von Steven M. Wight)
- Palma (Onlineausgabe von Steven M. Wight)
- Quinque tabulae salutationum (Onlineausgabe von Steven M. Wight)
- Rota veneris (Onlineausgabe von Steven M. Wight nach Friedrich Baethgen)
- Liber de Obsidione Ancone (Onlineversion von G.C. Zimolo bei Steven M. Wight)

## Druckausgaben und Literatur
- Boncompagno: Rhetorica novissima, a cura di Augusto Gaudenzi / Giovanni Battista Palmerio / Friderico Patteta / Johannes Tamassia / Victorio Sciabioa, in: Scripta anecdota antiquissorum glossatorum (Bibliotheca iuridica medii aevi 2), Bologna 1892, S. 250–297.
- Rota Veneris. Ein Liebesbriefsteller des 13. Jahrhunderts. Magister Boncompagno, hrsg. von Friedrich Baethgen (Texte zur Kulturgeschichte des Mittelalters 29), Rom 1927.
- Boncompagno da Signa: Rota veneris. A facsimile reproduction of the Strassburg Incunabulum. With introduction, translation, and notes by Josef Purkart, Delmar/New York 1975. ISBN 978-0-8201-1137-7.
- Antonio Cortijo Ocaña: Boncompagno da Signa. El „Tratado del amor carnal“ o „Rueda de Venus“.  Motivos literarios en la tradición sentimental y celestinesca (ss. XIII-XVI)., Pamplona 2002.
- Antonio Cortijo Ocaña: Boncompagno da Signa. La rueda del amor. Los males de la vejez y la senectud. La amistad (Biblioteca Clásica Gredos), Madrid 2005.
- Virgilio Pini: Boncompagno da Signa in: Dizioniario Biografico degli Italiani 11 (1969) online